# Campionato europeo maschile under 20 di pallavolo 2008
Il campionato europeo juniores di pallavolo maschile 2008 si è svolto dal 30 agosto al 7 settembre 2008 a Brno, in Repubblica Ceca. Al torneo hanno partecipato 12 squadre nazionali europee e la vittoria finale è andata per la prima volta alla Francia.

## Qualificazioni
Hanno partecipato al campionato europeo juniores la nazionale del paese ospitante, le prime tre squadre classificate al campionato europeo juniores 2006 e otto squadre provenienti dai gironi di qualificazioni.

## Impianti
|                                                                 |                                                                   |
|                                                                 |                                                                   |
| Bohunice Sports Hall Città: Brno Capienza: - Anno d'apertura: - | Vodová Sports Hall Città: Brno Capienza: 3.000 Anno d'apertura: - |

## Regolamento
Le dodici sono state divise in due gironi: al termine della prima fase, le prime due classificate di ogni girone hanno acceduto alle semifinali per il primo posto, mentre la terza e la quarta classificata di ogni girone hanno acceduto alle semifinali per il quinto posto.

## Gironi
| Girone A                                      | Girone B                                                   |
| --------------------------------------------- | ---------------------------------------------------------- |
| Belgio Germania Italia Polonia Russia Turchia | Bielorussia Croazia Francia Paesi Bassi Rep. Ceca Slovenia |

## Fase finale

### Finali 1º e 3º posto
|  | Semifinali  | Semifinali  | Semifinali |         |          | Finale 1º/2º posto | Finale 1º/2º posto | Finale 1º/2º posto |  |
|  |             |             |            |         |          |                    |                    |                    |  |
|  | Russia      | Russia      | 0          |         |          |                    |                    |                    |  |
|  | Russia      | Russia      | 0          |         |          |                    |                    |                    |  |
|  | Germania    | Germania    | 3          |         |          |                    |                    |                    |  |
|  | Germania    | Germania    | 3          |         | Germania | Germania           | 1                  |                    |  |
|  |             |             |            |         | Germania | Germania           | 1                  |                    |  |
|  |             |             | Francia    | Francia | 3        |                    |                    |                    |  |
|  | Paesi Bassi | Paesi Bassi | Francia    | Francia | 3        | 2                  |                    |                    |  |
|  | Paesi Bassi | Paesi Bassi |            |         |          | 2                  |                    |                    |  |
|  | Francia     | Francia     | 3          |         |          | Finale 3º/4º posto | Finale 3º/4º posto | Finale 3º/4º posto |  |
|  | Francia     | Francia     | 3          |         |          |                    |                    |                    |  |
|  |             |             |            |         |          |                    |                    |                    |  |
|  |             |             |            |         |          | Russia             | Russia             | 3                  |  |
|  |             |             |            |         |          | Russia             | Russia             | 3                  |  |
|  |             |             |            |         |          | Paesi Bassi        | Paesi Bassi        | 1                  |  |

### Finali 5º e 7º posto
|  | Semifinali  | Semifinali  | Semifinali  |             |        | Finale 5º/6º posto | Finale 5º/6º posto | Finale 5º/6º posto |  |
|  |             |             |             |             |        |                    |                    |                    |  |
|  | Italia      | Italia      | 3           |             |        |                    |                    |                    |  |
|  | Italia      | Italia      | 3           |             |        |                    |                    |                    |  |
|  | Croazia     | Croazia     | 0           |             |        |                    |                    |                    |  |
|  | Croazia     | Croazia     | 0           |             | Italia | Italia             | 3                  |                    |  |
|  |             |             |             |             | Italia | Italia             | 3                  |                    |  |
|  |             |             | Bielorussia | Bielorussia | 1      |                    |                    |                    |  |
|  | Belgio      | Belgio      | Bielorussia | Bielorussia | 1      | 1                  |                    |                    |  |
|  | Belgio      | Belgio      |             |             |        | 1                  |                    |                    |  |
|  | Bielorussia | Bielorussia | 3           |             |        | Finale 7º/8º posto | Finale 7º/8º posto | Finale 7º/8º posto |  |
|  | Bielorussia | Bielorussia | 3           |             |        |                    |                    |                    |  |
|  |             |             |             |             |        |                    |                    |                    |  |
|  |             |             |             |             |        | Croazia            | Croazia            | 0                  |  |
|  |             |             |             |             |        | Croazia            | Croazia            | 0                  |  |
|  |             |             |             |             |        | Belgio             | Belgio             | 3                  |  |

## Podio

### Campione
Formazione: 1 Frédéric Barais, 2 Franck Lafitte, 3 Kévin Le Roux, 4 Benjamin Toniutti, 5 Nicolas Gardien, 6 Guillaume Quesque, 7 Raphaël Corre, 9 Earvin N'Gapeth, 13 Nicolas Rossard, 14 Kévin Tillie, 15 Maxime Poyer, 16 Martin Jambon, CT: Marc Francastel

### Secondo posto
Formazione: 1 Lukas Bauer, 2 Robert Böttcher, 3 Christian Fromm, 4 Ricardo Galandi, 5 Jonas Hemlein, 6 Felix Horn, 7 Denys Kaliberda, 8 Fabian Kohl, 9 Evgeny Metelskiy, 10 Marvin Prolingheuer, 11 Simon Quenzer, 12 Jonas Umlauft, CT: Söhnke Hinz

### Terzo posto
Formazione: 1 Valentin Bezrukov, 2 Alexander Boldyrev, 3 Sergej Burcev, 4 Levan Kalandadze, 5 Ruslan Kanipov, 6 Aleksandr Markin, 7 Vitalij Matychenko, 8 Ruslan Moskvin, 9 Aleksej Območaev, 10 Konstantin Semënov, 11 Dmitrij Ščerbinin, 12 Artëm Vol'vič, CT: Vladimir Kondra

## Classifica finale
| Classifica | Squadre     | Qualificazione                   |
| ---------- | ----------- | -------------------------------- |
| Oro        | Francia     | Campionato europeo juniores 2010 |
| Argento    | Germania    | Campionato europeo juniores 2010 |
| Bronzo     | Russia      | Campionato europeo juniores 2010 |
| 4          | Paesi Bassi |                                  |
| 5          | Italia      |                                  |
| 6          | Bielorussia |                                  |
| 7          | Belgio      |                                  |
| 8          | Croazia     |                                  |
| 9          | Polonia     |                                  |
| 10         | Rep. Ceca   |                                  |
| 11         | Turchia     |                                  |
| 12         | Slovenia    |                                  |